# 넬슨 프레지어 주니어
킹 브이(King V)는 넬슨 프레지어 주니어(Nelson Frazier Jr., 1971년 2월 14일 ~ 2014년 2월 18일)는 미국의 남자 프로레슬링선수로 1993년 프로레슬링 입문으로 전에는 링네임이 넬슨 나이트(Nelson Knight)에다가 WWF 링네임은 메이블(Mabel)인데다 WWF 킹 오브 더 링 1995 우승으로 WWF 링네임이 킹 메이블(King Mabel)로 활동을 하다가 그리고 1999년 WWF 링네임이 비세라(Viscera)라는 알려져 있다. 그리고 2007년 ~ 2008년까지는 WWE/ECW 링네임이 빅 대디 V(Big Daddy V)다. 그리고 2008년 WWE/ECW 떠나면서 인디단체 링네임이 킹 브이(King V)다. 키는 206cm(6 ft 9 in)에다가 몸무게는 220kg(485 lb)인데 어마어마하게 뚱뚱한 체격이다. 피니쉬는 빅 대디 브이 드롭(런닝 엘보우 드롭), 초크슬램, 다이빙 레그 드롭, 임바머/섹시 드라이버/비세라 드라이버(쵸크밤), 게토 드롭(사모안 드롭), 런닝 스플래쉬, 스피닝 사이드 슬램으로 사용을 하다가 시그니처 무브는 비세그라(백 라이딩 포지션 위드 펠빅 쓰러스트)라는 있는데 2005년 ~ 2007년까지 사용을 하는 경우도 있었다.(주로 상대 엎드려있는 위로 덮친 후 그 위에서 자세를 돌려 바꾼 뒤에 골반을 마구 흔들어 찍는 기술이다. 아주 보기보다 민망한 기술이라고 한다.)

## Professional wrestling highlights
- Finishing moves
  - Big Daddy V Drop (Running elbow drop) - 2007-2008
  - Chokeslam - 1993-1999; 2003-2004; 2008-2014
  - Embalmer / Sexy Driver / Viscera Driver (Chokebomb) - 2000-2007
  - Ghetto Drop (Samoan drop) - 1999-2008
  - Running splash - 1999-2014
  - Sitout over the shoulder belly to back piledriver - 1993-1999
  - Spinning side slam - 2007-2008

- Signature moves
  - Back body drop
  - Bearhug
  - Body avalanche
  - Body block
  - Military press drop
  - Multiple clothesline variations
    - Running
    - Short-arm
    - Spinning

  - Multiple kick variations
    - Low drop
    - Ruinning sole
    - Spinning heel

  - Multiple powerslam variations
    - Falling
    - Short-arm
    - Stiout

  - Multiple suplex variations
    - Belly to belly
    - Overhead fisherman
    - Vertical

  - Oper handed chop
  - Rope-hung multiple forearm club
  - Running leg drop
  - Shoulder block
  - Snap DDT
  - Two-handed chokelift
  - Viscagra (Back riding position with pelvic thrusts) - 2005-2007

- Entrance themes
  - Men on a Mission by Jim Jim Johnston (WWF; 1993-1995)
  - The Lyin King by Jim Johnston (WWF; 1995-1996)
  - Stayin Alive by N-Trance (ECW; 1998)
  - Ministry by Jim Johnston (WWF; 1999)
  - Big Vis by Jim Johnston (WWF; 1999-2000)
  - Advance of the Zombies by Jim Johnston (WWE; 2004)
  - Blood by Jim Johnston (WWE; used during the tag team with Gangrel)
  - Another Way Out by Jim Johnston (WWE; 2004-2005)
  - Love Machine by Jim Johnston (WWE/AJPW; 2005-2007)
  - Hello Ladies by Jim Johnston (WWE; used during the tag team with Val Venis)
  - Calling All Cars by Jim Johnston (WWE /AJPW/Independent circuits; 2007-2008; 2011-2012)

## 생애
1993년 USWA에서 프로레슬링 무대에 등장했으며 이 당시에는 넬슨 나이트(Nelson Knight)라는 링네임을 사용하였다. 이후 WWF에서 본격적으로 활약하며 WWF 링네임을 메이블(Mabel)로 바꾸었으며 1994년 모와 함께 태그팀을 구성해서 WWF 월드 태그팀 챔피언십 타이틀을 획득하기도 했다. 그 뒤에는 혼자서 경기를 갖는 경우가 많아졌으며 1995년 킹 오브 더 링에서 우승을 차지하며 WWF 링네임 킹 메이블(King Mabel)이라는 알려지게 되었다. 이후 1996년부터 월드 레슬링 콘실 등지에서 활동하다 1998년 WWF 링네임 비세라(Viscera)라는 닉네임으로 WWF 무대에 복귀했으며 2000년 WWF 하드코어 챔피언십 챔피언에 올랐다. 그 뒤 토털 논스톱 액션 레슬링 등지에서 활약하다 2004년 다시 WWE로 복귀했으며 2007년부터 빅 대디 V(Big Daddy V)라는 링네임을 사용하였다. 이후 2008년 내셔널 레슬링 얼라이언스로 소속을 옮긴 뒤 링네임을 킹 V(King V)로 바꾸었으며, 2010년부터 2011년까지 빅 대디(Big Daddy)라는 링네임으로 전일본 프로레슬링에서 활동하다가 이노키 게놈 패더레이션 등 독립 단체에서 활약했다.
2014년 2월 18일 심근 경색으로 사망했으며 시신은 화장되었다. 당시 향년 나이는 44세다.

## 수상
- 올 아시아 태그팀 챔피언 (1회) - 타루
- 멤피스 레슬링 서든 헤비웨이트 챔피언 (1회)
- MCW 노스 아메리칸 헤비웨이트 챔피언 (1회)
- 클래스 오브 2013
- PWF 태그팀 챔피언 (2회) - 바비 나이트
- 랭크드 넘버 49 오브 더 탑 500 싱글즈 레슬링 인 더 PWI 500 인 1995
- USWA 헤비웨이트 챔피언 (1회)
- WWC 유니버셜 헤비웨이트 챔피언 (1회)
- WWE 월드 태그팀 챔피언 (구 버전) (1회) - 모
- WWE 하드코어 챔피언 (1회)
- 킹 오브 더 링 (1995)
- 워스트 퓨드 오브 더 이열 (2007) 케인
- 워스트 태그팀 (1999) - 미디언
- 워스트 워크드 매치 오브 더 이열 (1993) - 모 앤 부쉬워커스, 헤드쉬링커스, 배스천 부거 앤드 뱀 뱀 비겔로우 엑트 엣 서바이벌 시리즈 1993
- XWF 헤비웨이트 챔피언 (1회)